# Walther von Seydlitz
Walther von Seydlitz (und)-Kurzbach (Hamburg, 22 augustus 1888 – Bremen, 28 april 1976) was een Duits generaal. Hij stamde uit een Pruisische militaire familie. In 1940 werd hij bevorderd tot kolonel. Hij stond bekend als een tegenstander van Hitlers onverantwoorde oorlogsvoering. Als generaal-majoor nam hij deel aan de Slag om Stalingrad. In februari 1943 werd hij door het Rode Leger krijgsgevangen genomen.
Tijdens zijn krijgsgevangenschap behoorde hij tot de oprichters van de Bund Deutscher Offiziere, waarvan hij president werd. Van 1943 tot 1945 was hij tevens vicevoorzitter van het Nationalkomitee Freies Deutschland (NKFD). Door het nazi-hooggerechtshof in Duitsland werd hij bij verstek ter dood veroordeeld. Na de Tweede Wereldoorlog uitte hij scherpe kritiek op de onteigening van het grootgrondbezit in het door de Sovjet-Unie bezette deel van Duitsland. Als gevolg van zijn kritiek werd hij in de Sovjet-Unie ter dood veroordeeld; deze straf werd omgezet in levenslang. In 1955 werd hij vrijgelaten en kon hij zich vestigen in de Bondsrepubliek Duitsland.

## Militaire loopbaan
- Fahnenjunker: 18 september 1908[3][4]
- Leutnant: 27 januari 1910 (Benoemingsakte (Patent) vanaf 29 januari 1908)[3][4]
- Oberleutnant: 27 januari 1915[3][4]
- Hauptmann: 18 april 1917[4][4]
- Major: 1 april 1930[4]
- Oberstleutnant: 1 april 1934[3]
- Oberst: 1 maart 1936[4]
- Generalmajor: 1 december 1939[3][4][7]
- Generalleutnant: 1 december 1941[3][4][7]
- General der Artillerie: 1 juni 1942[3][4][8]

## Decoraties
- Ridderkruis van het IJzeren Kruis (nr.189) op 15 augustus 1940 als Generalmajor en Commandant van de 12e Infanteriedivisie / II.Armee-Korps / 4e Leger / Heeresgruppe B[3][4][8][9][10]
- Ridderkruis van het IJzeren Kruis met Eikenloof (nr.54) op 31 december 1941 als Generalmajor en Commandant van de 12e Infanteriedivisie / II.Armee-Korps / 16e Leger/ Heeresgruppe Nord[3][4][8][10][11]
- IJzeren Kruis 1914, 1e Klasse[4] (21 oktober 1915)[3][10][12][13] en 2e Klasse[4] (19 september 1914)[3][10][12][13]
- Herhalingsgesp bij IJzeren Kruis 1939, 1e Klasse (22 mei 1940)[3][10][12] en 2e Klasse (17 mei 1940)[3][10][12]
- Gewondeninsigne 1918 in zilver[13] en zwart
- Ridderkruis in de Huisorde van Hohenzollern met Zwaarden op 16 oktober 1918[3][4][13][14]
- Dienstonderscheiding van Leger en Marine voor (25 dienstjaren)[3]
- Erekruis voor Frontstrijders in de Wereldoorlog[3]

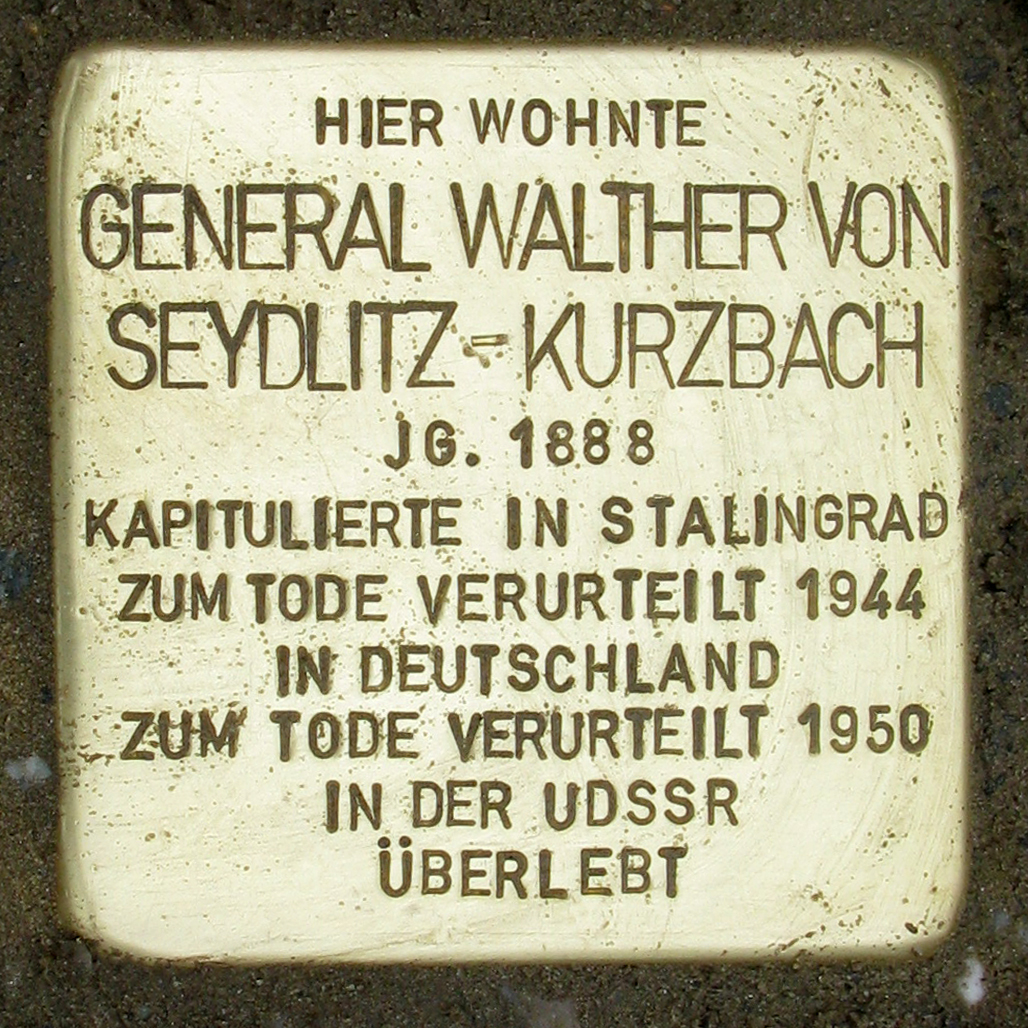
Stolperstein Verden - Burgberg 3: General Walther von Seydlitz-Kurzbach *1888.

- Hanseatenkruis van Hamburg[13]

- Gemeinsame Normdatei: 118613626
- International Standard Name Identifier: 0000 0000 7858 8028
- Library of Congress Control Number: n97014622
- Nationale Bibliotheek van Tsjechië: jo20231178333
- Nationale bibliotheek van Australië: 35825565
- Nationale Bibliotheek van Israël: 987007459583905171
- Nationale Bibliotheek van Polen: a0000002887294
- Nederlandse Thesaurus van Auteursnamen: 155801244
- Système universitaire de documentation: 073432814
- Trove: 1104853
- Virtual International Authority File: 93503530
- WorldCat: E39PBJbRf7cQqYQqjGt87HXmVC